# أقنثا ديسقوريدس
أقنثا ديسقوريدس (باللاتينية: Acanthus dioscoridis) نوع نباتي يتبع جنس الأقنثا من الفصيلة الأقنتية. سميت على اسم العالم الإغريقي ديسقوريدس.

## الموئل والانتشار
موطنها بلاد الشام وتركيا.

## مرادفات للاسم العلمي
- (باللاتينية: Acanthus grandiflorus (Bornm.) Bornm.)
- (باللاتينية: Acanthus raddei Trautv)